# Kuwanaspis phragmitis
Kuwanaspis phragmitis är en insektsart som först beskrevs av Takahashi 1931.  Kuwanaspis phragmitis ingår i släktet Kuwanaspis och familjen pansarsköldlöss.
Artens utbredningsområde är Taiwan. Inga underarter finns listade i Catalogue of Life.